# John Campbell (1765–1828)
John Campbell (ur. 11 września 1765, zm. 23 czerwca 1828) – amerykański prawnik i polityk związany z Partią Federalistyczną. W latach 1801–1811 przez pięć kadencji Kongresu Stanów Zjednoczonych był przedstawicielem pierwszego okręgu wyborczego w stanie Maryland w Izbie Reprezentantów Stanów Zjednoczonych.